# Louis Balbach
Louis James Balbach (San Jose, 23 maggio 1896 – Portland, 11 ottobre 1943) è stato un tuffatore statunitense. 
Ha rappresentato gli Stati Uniti d'America ai Giochi olimpici di Anversa 1920, vincendo una medaglia di bronzo nella trampolino.

## Palmarès
- Giochi olimpici

Anversa 1920: bronzo nella trampolino